# Dilobopterus stolli
Dilobopterus stolli är en insektsart som beskrevs av Victor Antoine Signoret 1850. Dilobopterus stolli ingår i släktet Dilobopterus och familjen dvärgstritar. Inga underarter finns listade i Catalogue of Life.